# 포지 오브 엠파이어
포지 오브 엠파이어(영어: Forge of Empires)는 이노게임스에서 개발한 브라우저 기반 전략 게임이다. 2012년 3월 29일 비공개 베타로 처음 출시되었다. 이 게임은 2012년 4월 17일(오픈 베타 단계)에 처음 출시되었다. 2013년에는 TV 광고 캠페인을 통해 게임 사용자 등록이 천만 명에 달했다. 이 게임은 2014년에 iOS, 2015년에 안드로이드에서도 출시되었다. 2023년 기준으로 이 게임은 평생 수익으로 10억 달러가 넘는 수익을 올렸다. 플레이어의 50% 이상이 모바일 장치에서 게임을 플레이하고 있다. 2023년 기준으로 이 게임에는 1억 3천만 명이 넘는 등록 플레이어가 있다.